# The New Yorker
The New Yorker este o revistă americană înființată în anul 1925 de Harold Ross. Redactorul șef al revistei The New Yorker este David Remnick. Revista a fost cumpărată de compania Advance Publications în anul 1985 pentru suma de 142 milioane dolari. Predecesorii au fost Tina Brown, William Shawn și Harold Ross.
În prezent (martie 2008), revista este deținută de Condé Nast Publications, subsidiară a companiei Advance Publications. Tirajul mediu al revistei în anul 2007 era de 1.065.893 exemplare.

## Autori cunoscuți
- Charles Addams – cartoonist
- Woody Allen – umorist
- Roger Angell, redactor pentru texte de ficțiune și reporter Baseball
- Peter Arno – cartoonist
- Hannah Arendt – Politolog, filosof, jurnalist
- Robert Benchley – umorist și critic de teatru
- Elizabeth Bishop – poet, eseist
- Sidney Blumenthal – comentator
- Andy Borowitz – umorist
- George Booth – cartoonist
- Raymond Carver – Short-Story-autor (nuvelist)
- John Cheever – Short-Story-autor
- John Collier – Short-Story-autor
- Robert Crumb – cartoonist
- Paul Degen – ilustrator
- Joan Didion – eseist
- Mark Danner – corespondent din străintate
- E. L. Doctorow – scriitor
- Dave Eggers – scriitor
- James Fallows – jurnalist
- Jules Feiffer – cartoonist
- Wolcott Gibbs – umorist și Short-Story-autor
- Jonah Goldberg – autor și comentator pe teme politice
- Adam Gopnik – jurnalist
- Philip Gourevitch – jurnalist
- Alma Guillermoprieto – jurnalist
- Emily Hahn – jurnalist
- Hendrik Hertzberg - jurnalist
- Seymour Hersh – a obținut Premiul Pulitzer
- Pauline Kael – critic de film
- Alex Kozinski – eseist
- A.J. Liebling – critic de jurnalistică
- Janet Malcolm – eseist
- Don Marquis – scriitor
- Steve Martin – umorist
- Bruce McCall – umorist, desenator
- John McPhee – autor
- Lewis Mumford – critic de arhitectură
- Susan Orlean – jurnalist
- Dorothy Parker – Short-Story-autor, critic de teatru, poetă, umoristă
- S. J. Perelman – umorist
- J. D. Salinger – Short-Story-autor
- Simon Schama – istoric, profesor
- David Sedaris – umorist
- Anne Sexton – poetă
- Robert Sikoryak – cartoonist
- Susan Sontag – scritoare, eseistă
- Art Spiegelman – desenator
- Saul Steinberg – desenator
- James Thurber – cartoonist
- John Updike – scriitor, eseist
- Chris Ware – cartoonist
- E. B. White – eseist, redactor
- Edmund Wilson – critic de literatură
- James Woolcott – critic de televiziune
- Jane Kramer – jurnalist, scriitor